# Seznam českých teologů
Seznam českých teologů uvádí některé české teology; seznam není úplný, kritériem pro uvedení teologa v článku je jeho významnost dle hledisek Wikipedie.

## A

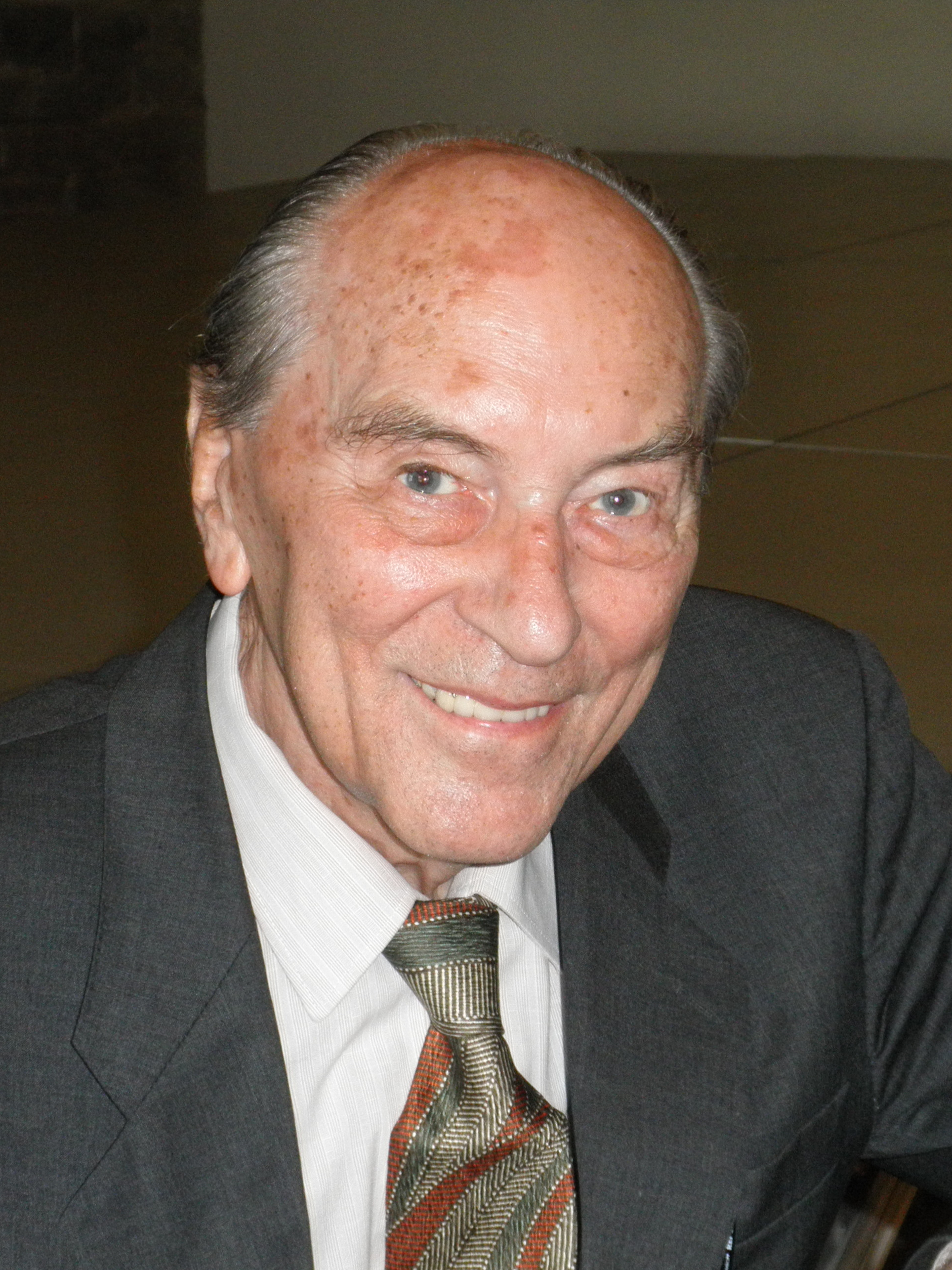
Ludvík Armbruster

- Alois Adlof (16. srpna 1861 Hořice – 25. března 1927 Praha), protestantský teolog, kazatel, publicista, editor, spisovatel, autor duchovních písní, překladatel, první předseda Svobodné reformované církve, později Jednoty českobratrské;
- Pavel Aleš (pův. Axman, * 8. dubna 1935 Řimice), moravský pravoslavný duchovní a teolog, emeritní vyučující na Pravoslavné bohoslovecké fakultě Prešovské univerzity v Prešově;
- Pavel Ambros (* 19. září 1955 Přílepy), římskokatolický teolog, duchovní, profesor pastorální a spirituální teologie na Cyrilometodějské teologické fakultě Univerzity Palackého v Olomouci;
- Ludvík Armbruster (16. května 1928 Praha – 18. prosince 2021), římskokatolický teolog, duchovní, profesor filozofie na Katolické teologické fakultě Univerzity Karlovy;
- Jan Augusta (1500 Praha – 13. ledna 1572 Mladá Boleslav), kazatel a biskup Jednoty bratrské.[zdroj?]

## B

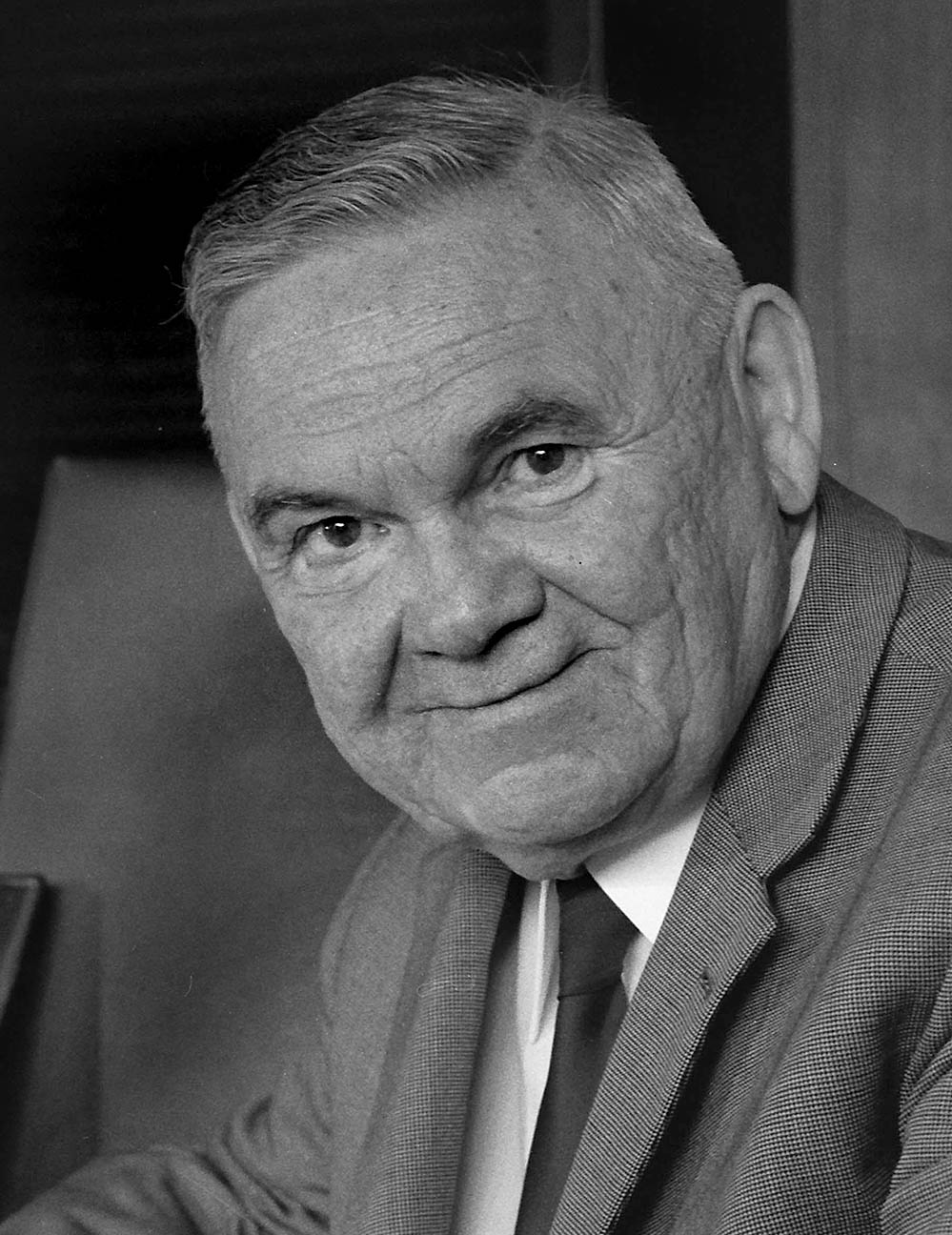
Miloš Bič

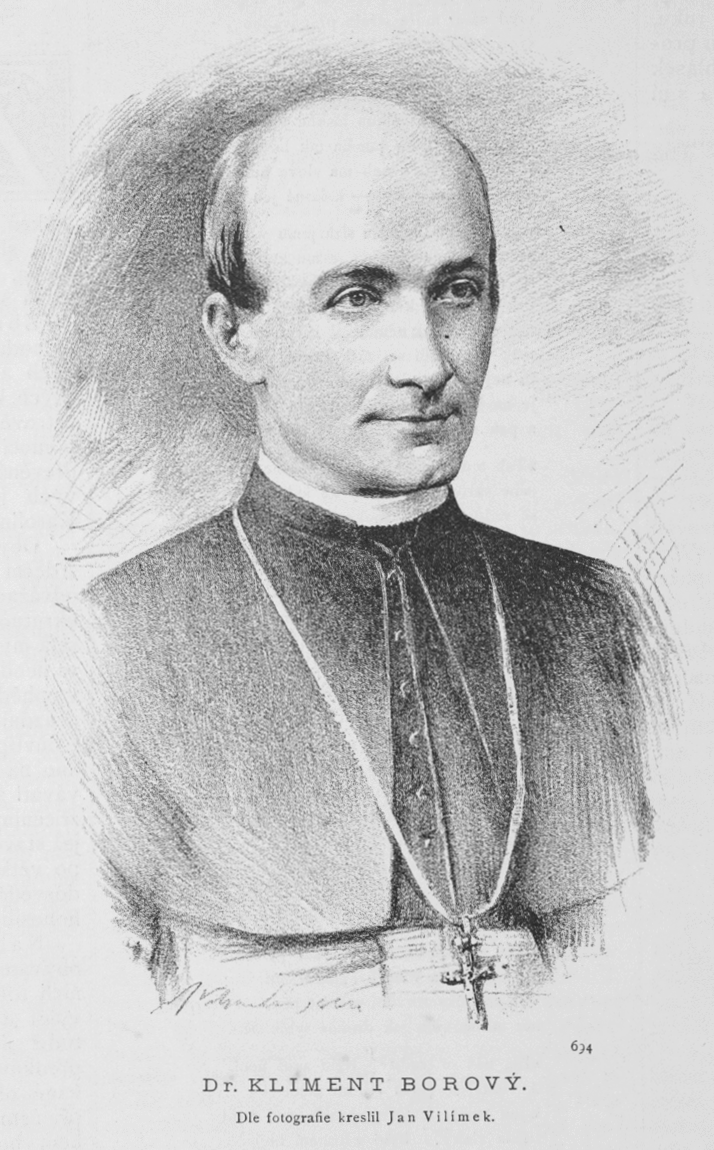
Klement Borový

- Milan Balabán (3. září 1929 Boratín, Polsko, dnes Ukrajina – 4. ledna 2019 Libice nad Cidlinou), evangelický teolog, religionista, filozof, biblista-starozákoník, duchovní Českobratrské církve evangelické, profesor na Evangelické teologické fakultě Univerzity Karlovy;
- Jan Barner (3. února 1643 Jičín – 25. dubna 1708 Kutná Hora), římskokatolický duchovní, jezuita, biblista, jeden z překladatelů Svatováclavské bible;
- Prokop Josef Baudyš, OSB (25. listopadu 1845 Velké Svatoňovice – 24. ledna 1905 Praha), římskokatolický duchovní, emauzský benediktin, liturgista;
- František Bednář (10. července 1884 Vír na Moravě – 11. července 1963 Praha), evangelický teolog, historik, duchovní Českobratrské církve evangelické, profesor a děkan Husovy československé evangelické fakulty bohoslovecké, v letech 1950–1952 profesor na Komenského evangelické bohoslovecké fakultě v Praze;
- Jaroslav Beneš (6. dubna 1892 Praha – 24. června 1963 Praha), římskokatolický teolog, duchovní, filozof, profesor a děkan teologické fakulty Univerzity Karlovy;
- Jiří Beneš (* 5. srpna 1961), teolog, biblista-starozákoník, docent a vedoucí katedry biblistiky na Husitské teologické fakultě Univerzity Karlovy;
- Ladislav Beneš (* 19. června 1962 Pardubice), evangelický teolog, duchovní Českobratrské církve evangelické, odborný asistent na katedře praktické teologie Evangelické teologické fakulty Univerzity Karlovy;
- Šimon Bárta (27. října 1864 Žimutice – 2. května 1940 České Budějovice), římskokatolický duchovní, vyučující kněžského semináře v Českých Budějovicích, jeho prefekt a později českobudějovický biskup;
- Miloš Bič (19. listopadu 1910 Vídeň – 28. duben 2004 Praha), evangelický teolog, biblista-starozákoník, vedoucí starozákonní skupiny českého ekumenického překladu Bible, duchovní Českobratrské církve evangelické, profesor na Komenského evangelické bohoslovecké fakultě v Praze;
- Josef Bohatec (26. ledna 1876, Kochov – 6. června 1954, Siegen, Weidenau), filosof a teolog, profesor systematické teologie v Bonnu;
- Klement Borový (12. ledna 1838 Riegersburg, Rakousko – 31. srpna 1897 Praha), římskokatolický teolog, duchovní, historik, spisovatel, publicista, profesor na teologické fakultě Univerzity Karlovy;
- Vladimír Boublík (16. listopadu 1928 Mokrosuky – 25. září 1974 Klatovy), děkan teologické fakulty Lateránské univerzity v Římě;
- Zdeněk Bonaventura Bouše (16. května 1918 Plzeň – 16. dubna 2002 Praha), františkánský teolog a liturgista, průkopník liturgické reformy po Druhém vatikánském koncilu;
- Josef Bradáč (12. května 1920 Velké Meziříčí – 28. února 1982 tamtéž), profesor liturgiky a někdejší rektor kněžského semináře v Olomouci;
- Silvestr Maria Braito (14. června 1898 Ruse, Bulharsko – 25. září 1962 Praha), římskokatolický teolog, duchovní, básník, literární kritik, publicista, překladatel, profesor na dominikánském řádovém učilišti v Olomouci;
- Jaroslav Brož (* 22. února 1963 Náchod), římskokatolický teolog, duchovní, biblista-novozákoník, vedoucí katedry biblických věd na Katolické teologické fakultě Univerzity Karlovy; současný děkan Katolické teologické fakultě Univerzity Karlovy;
- Luděk Brož (2. května 1922 Praha – 20. srpna 2003 Praha), evangelický teolog, duchovní Českobratrské církve evangelické, profesor a děkan Komenského evangelické bohoslovecké fakulty v Praze;
- Prokop Brož, (* 22. března 1972 Náchod), římskokatolický teolog, vyučující systematické teologie, pomocný biskup královéhradecký, děkan Katolické teologické fakultě Univerzity Karlovy.

## C
- Vojtěch Cikrle (* 20. srpna 1946 Bosonohy), římskokatolický teolog, duchovní, biskup brněnský;
- Rudolf Col (29. října 1902 Vsetín – 21. srpna 1964 Olomouc), biblista, profesor Cyrilometodějské teologické fakulty Univerzity Palackého v Olomouci;
- Joachim Cron (29. září 1751 Podbořany – 20. ledna 1826 Osek u Duchcova), římskokatolický duchovní, osecký cisterciák, dogmatik a hudebník, v letech 1807–1815 děkan pražské teologické fakulty.

## Č
- Gustav Čejka (12. února 1927 Praha – 6. října 2010 tamtéž), vyšehradský kanovník, profesor filosofie na CMBF v Litoměřicích;
- Richard Čemus, SJ (* 2. září 1952 Praha), jezuita, profesor spirituality na Papežském orientálním institutu v Římě, spirituál české papežské koleje Nepomucenum;
- Pavel Černý (* 21. května 1949 Vysoké Mýto), evangelikální teolog, kazatel Církve bratrské, vedoucí katedry praktické teologie Evangelikálního teologického semináře v Praze.

## D
- Reginald Dacík (21. ledna 1907 – 21. dubna 1988), římskokatolický duchovní, dominikán, spoluautor českého překladu Summy teologie sv. Tomáše Akvinského;
- Slavomil Ctibor Daněk (5. října 1885 Uherské Hradiště – 23. února 1946 Libštát), evangelický teolog, biblista-starozákoník, duchovní Českobratrské církve evangelické, profesor a děkan Husovy československé evangelické fakulty bohoslovecké v Praze;
- Jiří David ze Zdic (26. července 1647 – 10. prosince 1713), jezuita, doktor filosofie, vyučující hebraistiky na univerzitě v Olomouci, na přelomu 17. a 18. století misionář v Rusku;
- František Mrázek Dobiáš (2. března 1907 Třebíč – 2. října 1972 Bad Laasphe, SRN), evangelický teolog, překladatel, duchovní Českobratrské církve evangelické, profesor a děkan Komenského evangelické bohoslovecké fakulty v Praze;
- Eduard Dominik (21. května 1854 Březsko – 2. dubna 1919 Olomouc), profesor novozákonní biblistiky na teologické fakultě v Olomouci;
- Matěj Dvorský z Hájku (1520 – 23. března 1583), utrakvistický duchovní, jeden z tvůrců České konfese.

## E

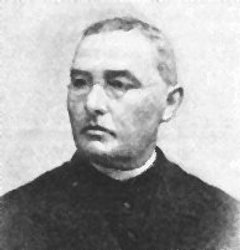
Karel Eichler

- Anežka Ebertová (16. května 1923 Opočno – 27. ledna 2009 Praha), duchovní Církve československé husitské, teoložka, profesorka Husovy československé bohoslovecké fakulty v Praze;
- Karel Eichler (13. ledna 1845 Velké Meziříčí – 25. dubna 1918 Brno), římskokatolický duchovní, hudebník, vyučující církevních dějin a kanonického práva v kněžském semináři v Brně.

## F

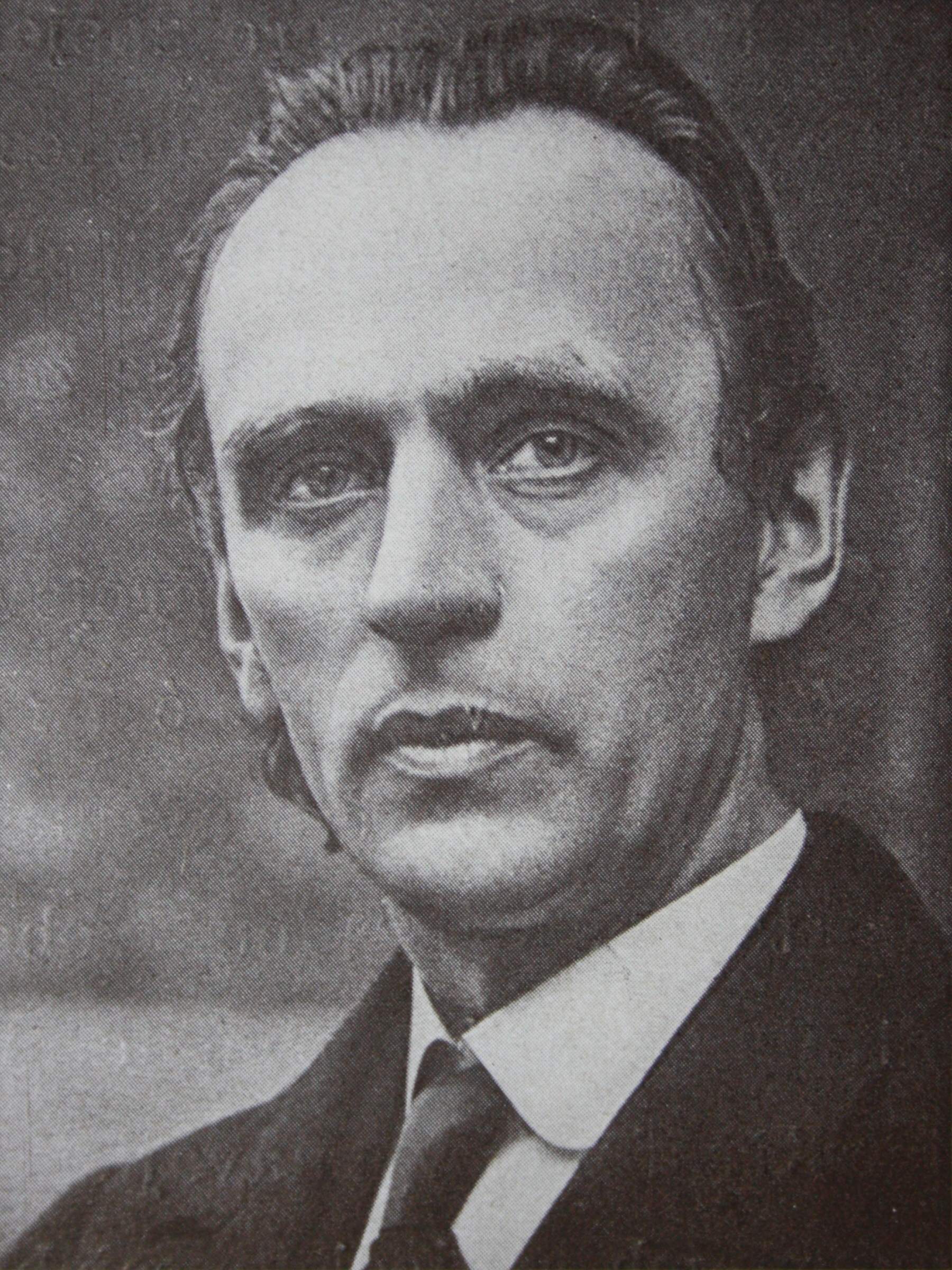
Karel Farský

- Xaver Antonín Falk (13. listopadu 1759 Vlachovo Březí – 20. června 1804 Praha), římskokatolický duchovní, vyšebrodský cisterciák, profesor dogmatiky na Katolické teologické fakultě pražské univerzity, v letech 1803–1804 děkan této fakulty;
- Karel Farský (26. července 1880 Škodějov u Semil – 12. června 1927 Praha), římskokatolický reformistický kněz, později spoluzakladatel, vůdčí ideová osobnost, teolog, duchovní, biskup a první patriarcha Církve československé husitské;
- Štěpán Martin Filip (* 7. ledna 1963 Brno), římskokatolický duchovní, dominikán, dogmatický teolog, vyučující na Cyrilometodějské teologické fakultě Univerzity Palackého v Olomouci;
- Pavel Filipi (26. května 1936 Praha – 28. prosince 2015 Praha), evangelický teolog, duchovní Českobratrské církve evangelické, profesor Komenského evangelické bohoslovecké fakulty v Praze, po roce 1990 profesor a děkan Evangelické teologické fakulty Univerzity Karlovy;
- Karel Flossmann (13. října 1925 – 22. prosince 2000), odborník na starozákonní biblistiku, děkan teologické fakulty Jihočeské univerzity v Českých Budějovicích;
- Lukáš Jan Fošum (* 1. května 1977 České Budějovice), dominikán, morální teolog, přednášející na KTF UK v Praze;
- Otakar Antoň Funda (* 13. září 1943 Praha), teolog, filozof, religionista, překladatel a vysokoškolský pedagog.

## G
- Edward Górecki (3. srpna 1930 Stonava – 18. října 2021 Vratislav), slezský římskokatolický duchovní, kanonista, vyučující na CMTF UP v Olomouci;
- Jan Graubner (* 29. srpna 1948 Brno), římskokatolický teolog, duchovní, arcibiskup olomoucký, arcibiskup pražský a 25. primas český.

## H

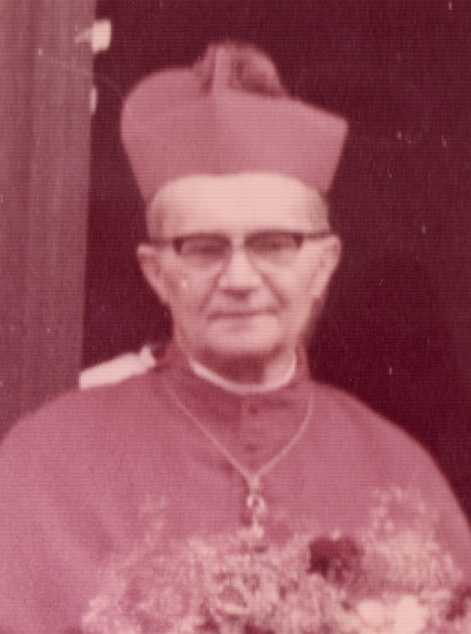
Josef Hlouch

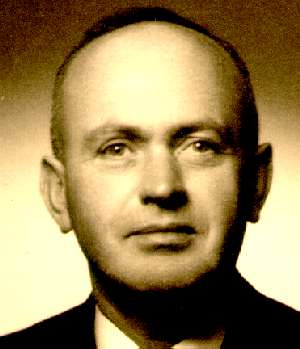
František M. Hník

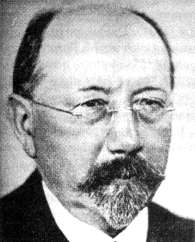
Ferdinand Hrejsa

- Miloslav Hájek (2. prosince 1923 Brno – 7. října 1995 Zlín), evangelický teolog, překladatel, duchovní a synodní senior Českobratrské církve evangelické;
- Tomáš Halík (* 1. června 1948 Praha), religionista, římskokatolický teolog, kněz, psycholog a sociolog náboženství, profesor Filozofické fakulty Univerzity Karlovy;
- Tecellin Halusa, pův. příjmením Haluža (6. listopadu 1870 – 28. září 1953), cisterciácký mnich moravského původu, působící v rakouském Heiligenkreuzu, spirituální a pastorální teolog, církevní historik;
- Josef Hanel (18. března 1823 Razová – 16. dubna 1903 Olomouc), vyučující morální teologie na olomoucké teologické fakultě;
- Josef Heger (7. května 1885 Nyklovice – 6. ledna 1952 Nyklovice), římskokatolický teolog, duchovní, biblista-starozákoník, překladatel, profesor a děkan Teologické fakulty Univerzity Karlovy;
- Jan Nepomuk Hejčl (15. května 1868 Žamberk – 5. února 1935 Olomouc), římskokatolický teolog, duchovní, biblista-starozákoník, překladatel, spisovatel, cestovatel, profesor a děkan Teologické fakulty v Olomouci;
- Jan Heller (22. dubna 1925 Plzeň – 15. ledna 2008 Praha), evangelický teolog, religionista, biblista-starozákoník, překladatel, duchovní Českobratrské církve evangelické, profesor Komenského evangelické bohoslovecké fakulty v Praze, po roce 1990 Evangelické teologické fakulty Univerzity Karlovy;
- Amand Hermann (1639 Nyssa – 26. listopadu 1700 Praha), římskokatolický teolog, člen řádu františkánů observantů;
- Karl Hilgenreiner (22. února 1867 Friedberg, SRN – 8. května 1948 Vídeň, Rakousko), českoněmecký římskokatolický teolog a politik;
- Josef Hlouch (26. března 1902 Lipník – 10. června 1972 České Budějovice), římskokatolický teolog, duchovní, vysokoškolský pedagog, biskup českobudějovický;
- František M. Hník (9. února 1905 Úpice – 28. dubna 1962 Olomouc), duchovní a biskup Církve československé husitské, teolog, profesor a děkan Husovy československé evangelické fakulty bohoslovecké, po roce 1950 Husovy československé bohoslovecké fakulty v Praze;
- Antonín Vojtěch Hnojek (5. prosince 1799 Brandýs nad Labem – 23. ledna 1866 Nymburk), římskokatolický kněz, profesor pastorální teologie v litoměřickém kněžském semináři, autor řady teologických spisů;
- Jakub Hodr (1. července 1848 Čejkovice – 9. března 1927 Brno), profesor církevních dějin a kanonického práva v brněnském semináři, kanovník Královské stoliční kapituly sv. Petra a Pavla v Brně;
- Antonín Horný (29. dubna 1824 Strážnice – 12. října 1908 Vídeň), profesor církevních dějin na olomoucké univerzitě;
- Rudolf Horský (4. prosince 1914 Vamberk – 4. srpna 2001 Praha), duchovní a biskup Církve československé husitské, profesor a děkan Husovy československé bohoslovecké fakulty v Praze;
- Antonín Hrdý (14. října 1888 Němčice nad Hanou – 28. července 1954), římskokatolický duchovní, moralista a dogmatik;
- Ferdinand Hrejsa (19. ledna 1867 Humpolec – 5. listopadu 1953 Praha), evangelický teolog, historik, duchovní Českobratrské církve evangelické, profesor a děkan Husovy československé evangelické fakulty bohoslovecké v Praze;
- Josef Lukl Hromádka (8. června 1889 Hodslavice – 26. prosince 1969 Praha), evangelický filozof, teolog, duchovní Českobratrské církve evangelické, profesor a děkan Husovy československé evangelické fakulty bohoslovecké, po roce 1950 Komenského evangelické bohoslovecké fakulty v Praze;
- Josef Hronek (13. srpna 1890 Mladá Boleslav – 23. září 1954 Praha), římskokatolický teolog, duchovní, historik a vysokoškolský pedagog;
- Josef Hřebík (* 29. ledna 1956 Kladno), římskokatolický duchovní, teolog, biblista-starozákoník, vyučující na Katolické teologické fakultě Univerzity Karlovy, sídelní kanovník Kolegiátní kapituly Všech svatých na Hradě pražském;
- Jiří Huber (* 11. září 1932 Praha), profesor dogmatické a morální teologie na CMBF v Litoměřicích, emeritní děkan Vyšehradské kapituly;
- Tomáš Hudec (7. ledna 1877 Věrovany – 22. srpna 1951 Olomouc), profesor novozákonní biblistiky na CMTF v Olomouci;
- Jan Hus († 6. července 1415), teolog a náboženský myslitel, ideový původce české církevní reformy, na nějž se po jeho smrti odvolávalo husitské hnutí.

## Ch
- Petr Chalupa (* 21. července 1954 Olomouc), člen kongregace salesiánů, biblista-starozákoník, vyučující na CMTF v Olomouci;
- Petr Chelčický (asi 1390 – asi 1460), jihočeský náboženský myslitel a laický teolog, ovlivnil teologii později vzniklé Jednoty bratrské;
- Jiljí Chládek (23. srpna 1743 Praha – 29. ledna 1806 Praha), strahovský premonstrát, profesor filosofie a teologie na premonstrátské řádové koleji v Praze, později rektor pražské univerzity.

## J
- Jakoubek ze Stříbra (asi 1375 – 9. srpna 1429), utrakvistický kazatel a teolog;
- František Janiš (19. června 1848 Brňov – 4. září 1910 Olomouc), profesor a děkan teologické fakulty v Olomouci;
- Jan z Příbrami († 20. prosince 1448), utrakvistický teolog;
- Jan Jaroš (18. ledna 1909 České Budějovice – 21. března 1985 tamtéž), člen kongregace redemptoristů, kanonista, vyučující na Cyrilometodějské bohoslovecké fakultě v Litoměřicích;
- Jeroným Pražský († 30. května 1416 Kostnice), filosof a neortodoxní teolog, rebel, viklefista, přítel Jana Husa;
- Jeroným Pražský († 17. července 1440), člen kamaldulského řádu, účastník Basilejského koncilu, ideový odpůrce viklefismu a husitství;
- Řehoř Jeřábek († 8. října 1711 Bechyně), františkán, lektor domácího teologického studia;
- Efrem Jindráček (* 15. února 1975 Praha), dominikán, teolog a filosof, proděkan Filosofické fakulty Papežské univerzity svatého Tomáše Akvinského v Římě.

## K

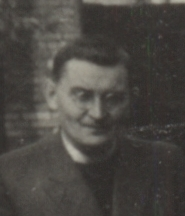
František Kotalík

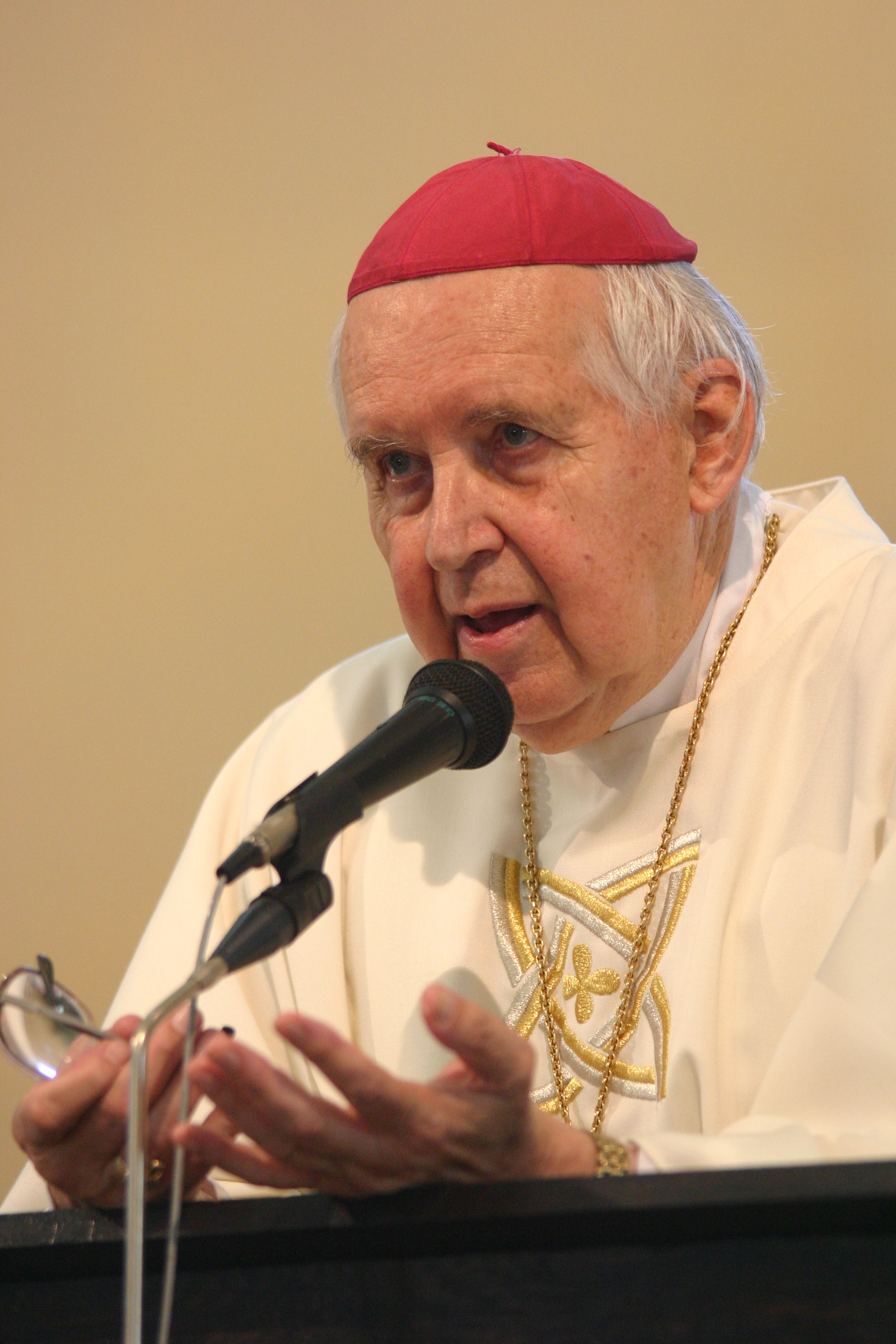
Josef Koukl

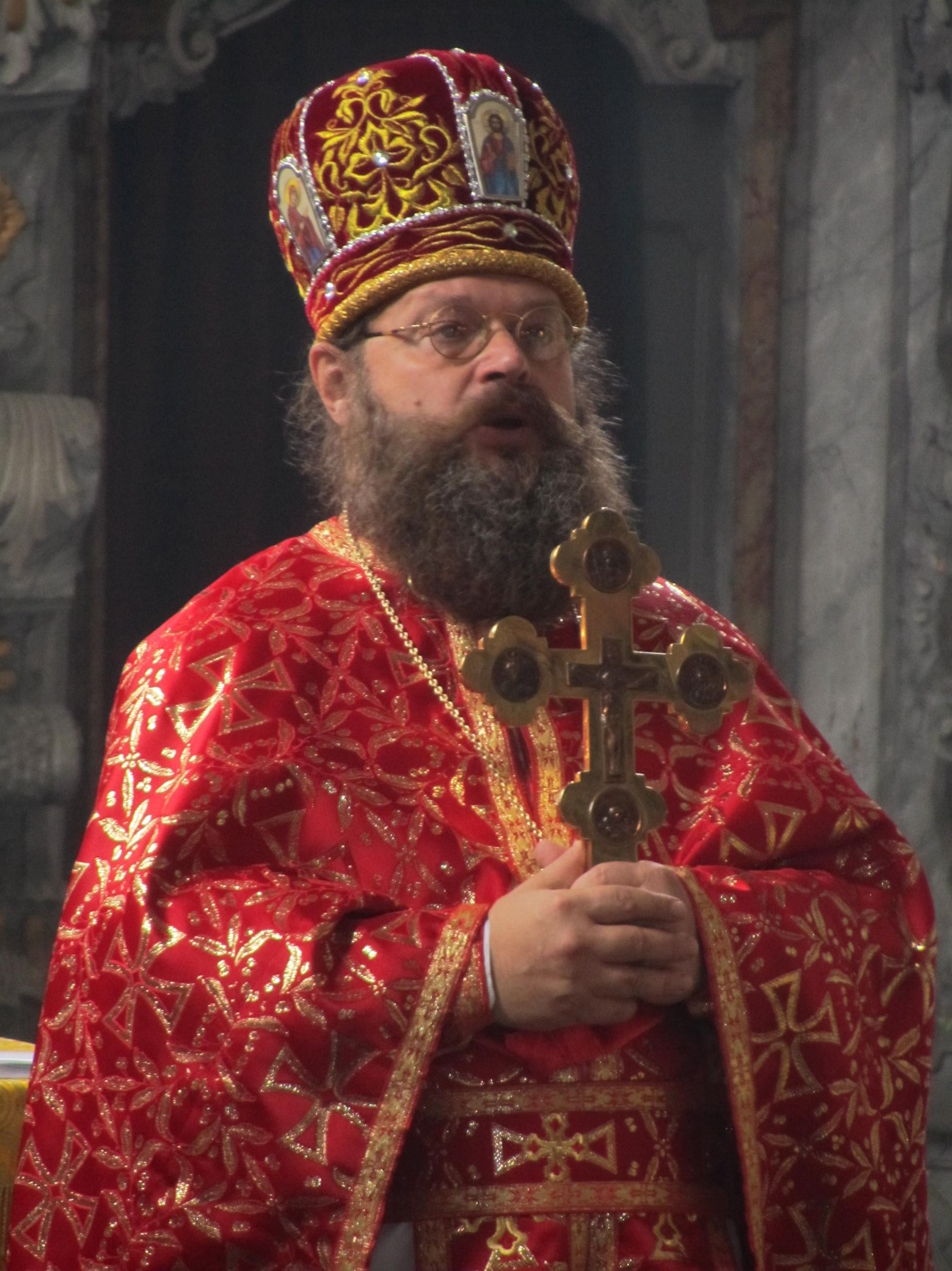
Martin Marek Krupica

- Miloslav Kaňák (17. února 1917 Bakov nad Jizerou – 24. ledna 1985 Praha), duchovní Církve československé husitské, teolog, církevní historik, profesor Husovy československé bohoslovecké fakulty v Praze;
- Jan Karafiát (4. ledna 1846 Jimramov – 31. ledna 1929 Praha), evangelický teolog, prozaik, pedagog, biblista, duchovní Českobratrské církve evangelické;
- Lenka Karfíková (* 11. února 1963 Praha), římskokatolická teoložka, filozofka, profesorka a vedoucí katedry filozofie Evangelické teologické fakulty Univerzity Karlovy;
- Zdeněk Lohelius Klindera (* 15. ledna 1958 Praha), římskokatolický duchovní, premonstrát, někdejší vyučující dogmatiky na Katolické teologické fakultě Univerzity Karlovy, duchovní správce v Praze-Košířích;
- Vojtěch Kodet (* 20. května 1956 Malý Beranov), český teolog, karmelitán;
- Franz Kolbe (16. února 1681 Praha – 19. dubna 1727 Plaňany), římskokatolický teolog, člen Tovaryšstva Ježíšova;
- Matěj Korambus († 2. července 1536), utrakvistický teolog, nominální opat Emauzského kláštera, v letech 1526–1527 rektor pražské univerzity;
- František Kordač (11. ledna 1852 Seletice u Libáně – 26. dubna 1934 Praha), římskokatolický teolog, duchovní, arcibiskup pražský;
- František Kotalík (13. září 1917 Plzeň – 21. září 1993 Praha), římskokatolický teolog, duchovní, biblista-starozákoník, profesor Římskokatolické cyrilometodějské bohoslovecké fakulty v Praze se sídlem v Litoměřicích;
- Josef Koukl (8. listopadu 1926 Brno – 22. května 2010 Litoměřice), římskokatolický teolog, duchovní, spirituál kněžského semináře a profesor Římskokatolické cyrilometodějské bohoslovecké fakulty v Praze se sídlem v Litoměřicích, biskup litoměřický;
- František Kovář (2. září 1888 Sebranice – 12. června 1969 Praha), duchovní, biskup a třetí patriarcha Církve československé husitské, teolog, religionista, profesor-biblista Husovy československé evangelické fakulty bohoslovecké, od roku 1950 Husovy československé bohoslovecké fakulty v Praze;
- Jan Blahoslav Kozák (4. srpna 1888 Čáslav – 9. ledna 1974 Praha), liberální protestantský teolog, filozof, politik, evangelický duchovní a vysokoškolský pedagog;
- Vlastimil Kročil (* 10. května 1961 Brno), v letech 1996–2015 vyučující patristiky a starokřesťanské literatury na Teologické fakultě Jihočeské univerzity v Českých Budějovicích, od roku 2015 sídelní českobudějovický biskup;
- Martin Marek Krupica (26. ledna 1965 Most – 6. listopadu 2018 Praha), pravoslavný duchovní a teolog, liturgik, vyučující na Ústavu východního křesťanství při HTF UK;
- Zdeněk Krušina (* 19. června 1963 Vlašim – 28. srpna 2018 Tábor), duchovní Církve československé husitské, teolog, religionista, antropolog, numismatik, astronom, asistent na katedře systematické teologie Husitské teologické fakulty Univerzity Karlovy;
- Vladimír Kubáč (14. dubna 1929 Praha – 24. listopadu 1993 Praha), duchovní Církve československé husitské, teolog, biblista-starozákoník, profesor Husovy československé bohoslovecké fakulty v Praze, od roku 1990 Husitské teologické fakulty Univerzity Karlovy;
- Josef Kubalík (26. června 1911 Vrhaveč – 5. května 1993 Praha), římskokatolický teolog, duchovní, filozof, religionista, profesor Římskokatolické cyrilometodějské bohoslovecké fakulty v Praze se sídlem v Litoměřicích, po roce 1990 na Katolické teologické fakultě Univerzity Karlovy;
- Zdeněk Kučera (30. března 1930 Bratislava – 15. června 2019 Praha), duchovní Církve československé husitské, teolog, profesor a děkan Husovy československé bohoslovecké fakulty v Praze, od roku 1990 Husitské teologické fakulty Univerzity Karlovy;
- Alois Kudrnovský (20. června 1875 Pecka u Nové Paky – 12. dubna 1956 Praha), profesor fundamentální teologie na KTF UK, kanovník Kolegiátní kapituly Všech svatých na Hradě pražském;
- František Kunetka (* 26. listopadu 1945 Olomouc), římskokatolický teolog, duchovní, salesián, profesor a vedoucí katedry liturgické teologie Cyrilometodějské teologické fakulty Univerzity Palackého v Olomouci.

## L

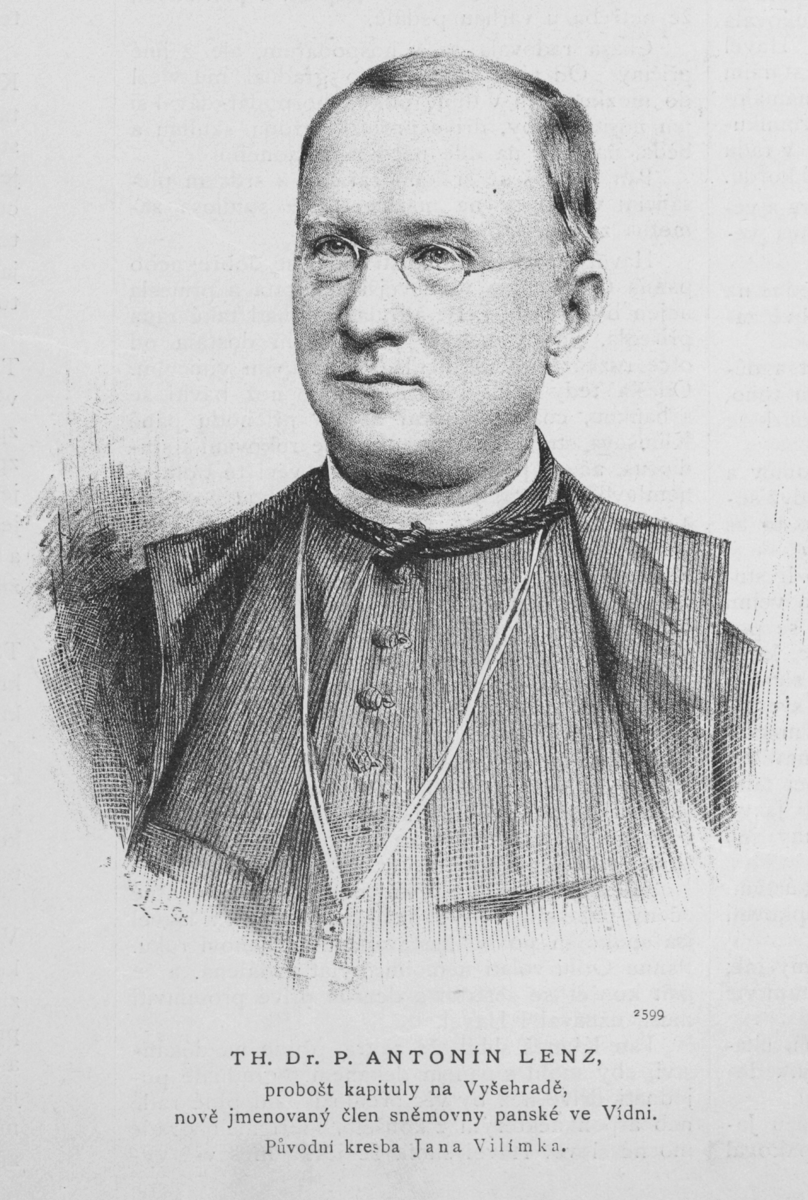
Antonín Lenz

- Jan Blahoslav Lášek (* 20. července 1956 Jaroměř), duchovní Církve československé husitské, teolog, historik, profesor Husitské teologické fakulty Univerzity Karlovy;
- Antonín Lenz (20. února 1829 Hrbov u Netolic – 2. října 1901 Praha), vyučující na diecézním kněžském semináři v Českých Budějovicích, kanovník Vyšehradské kapituly;
- Vojtěch Levinský (9. dubna 1682 Chlumec n. Cidlinou – 9. dubna 1768 Rožďalovice), římskokatolický duchovní, děkan v Rožďalovicích, autor teologických spisů;
- František Linhart (7. října 1882 Kracovice – 18. dubna 1959 Praha), evangelický teolog, filozof, překladatel, profesor dějin a filozofie náboženství na Husově československé evangelické fakultě bohoslovecké, v letech 1950–1953 na Komenského evangelické bohoslovecké fakultě v Praze;
- Jan Milíč Lochman (3. dubna 1922 Nové Město nad Metují – 21. ledna 2004 Basilej, Švýcarsko), protestantský teolog, filozof, duchovní Českobratrské církve evangelické a vysokoškolský pedagog;
- Josef Luska (4. prosince 1907, Rychtářov – 20. června 1990 Olomouc), vyučující dogmatiky a východního křesťanství v Olomouci.

## M

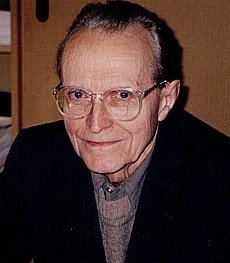
Oto Mádr

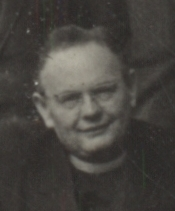
Jan Merell

- Petr Macek (* 21. května 1944 Praha), baptistický teolog, duchovní, publicista a vysokoškolský pedagog;
- Oto Mádr (15. února 1917 Praha – 27. února 2011 Praha), římskokatolický teolog, duchovní, publicista a vysokoškolský pedagog;
- Tomáš Machula (* 12. srpna 1971 Kyjov), teolog a filosof, v letech 2008–2016 děkan Teologické fakulty Jihočeské univerzity v Českých Budějovicích, od roku 2016 rektor Jihočeské univerzity;
- Josef Malý (1802 Dětřichov nad Bystřicí – 7. října 1862 Prostějov), profesor pastorální teologie na teologické fakultě v Olomouci;
- Jindřich Mánek (18. července 1912 Raškovice u Frýdku – 18. října 1977 Praha), duchovní Církve československé husitské, teolog, biblista-novozákoník, profesor Husovy československé bohoslovecké fakulty v Praze;
- Vojtěch Martinů (30. září 1911 Valašské Meziříčí – 4. července 1995), profesor fundamentální teologie a dogmatiky v kněžském semináři v Litoměřicích;
- Jan Matějka (* 12. května 1932 Újezd), římskokatolický duchovní, profesor liturgiky na Katolické teologické fakultě Univerzity Karlovy v Praze, kanovník Svatovítské kapituly;
- Josef Karel Matocha (4. května 1888 Pitín – 2. listopadu 1961 Olomouc), římskokatolický teolog, duchovní, arcibiskup olomoucký, v letech 1931–1939 a 1945–1948 profesor Cyrilometodějské bohoslovecké fakulty v Olomouci;
- Mikuláš z Pelhřimova († asi 1459 Poděbrady), husitský duchovní, tvůrce jednoho z pojetí husitské teologie, nejvyšší duchovní správce města Tábora;
- Václav Medek (30. srpna 1922 Vyškov – 30. října 1982 Praha), římskokatolický teolog, duchovní, církevní historik, profesor Římskokatolické cyrilometodějské bohoslovecké fakulty v Praze se sídlem v Litoměřicích;
- Eva Melmuková (25. února 1932 Řím – 5. listopadu 2022), česká evangelická teoložka a historička;
- Jan Merell (10. května 1904 Praha – 22. září 1986 Praha), římskokatolický teolog, duchovní, biblista-novozákoník, profesor na teologické fakultě Karlovy univerzity, po roce 1950 profesor a děkan Římskokatolické cyrilometodějské bohoslovecké fakulty v Praze se sídlem v Litoměřicích;
- Pavel Milko (* 5. prosince 1971 Trutnov), pravoslavný duchovní, teolog a byzantolog, vyučující na Ústavu východního křesťanství při Husitské teologické fakultě Univerzity Karlovy;
- Benedikt Tomáš Mohelník OP (* 5. listopadu 1970 Valašské Meziříčí), římskokatolický teolog, duchovní, dominikán, vysokoškolský pedagog;
- Amedeo Molnár (23. ledna 1923 Praha – 31. ledna 1990 Praha), evangelický teolog, historik, duchovní Českobratrské církve evangelické, profesor a děkan Komenského evangelické bohoslovecké fakulty v Praze, po roce 1990 Evangelické teologické fakulty Univerzity Karlovy; souběžně od roku 1964 profesor dějin valdenství na Facoltà Valdese di Teologia di Roma;
- Jaroslav Mrňa (* 23. prosince 1983 Třebíč), římskokatolický duchovní, historik a novozákonní biblista, asistent na KTF UK v Praze.

## N

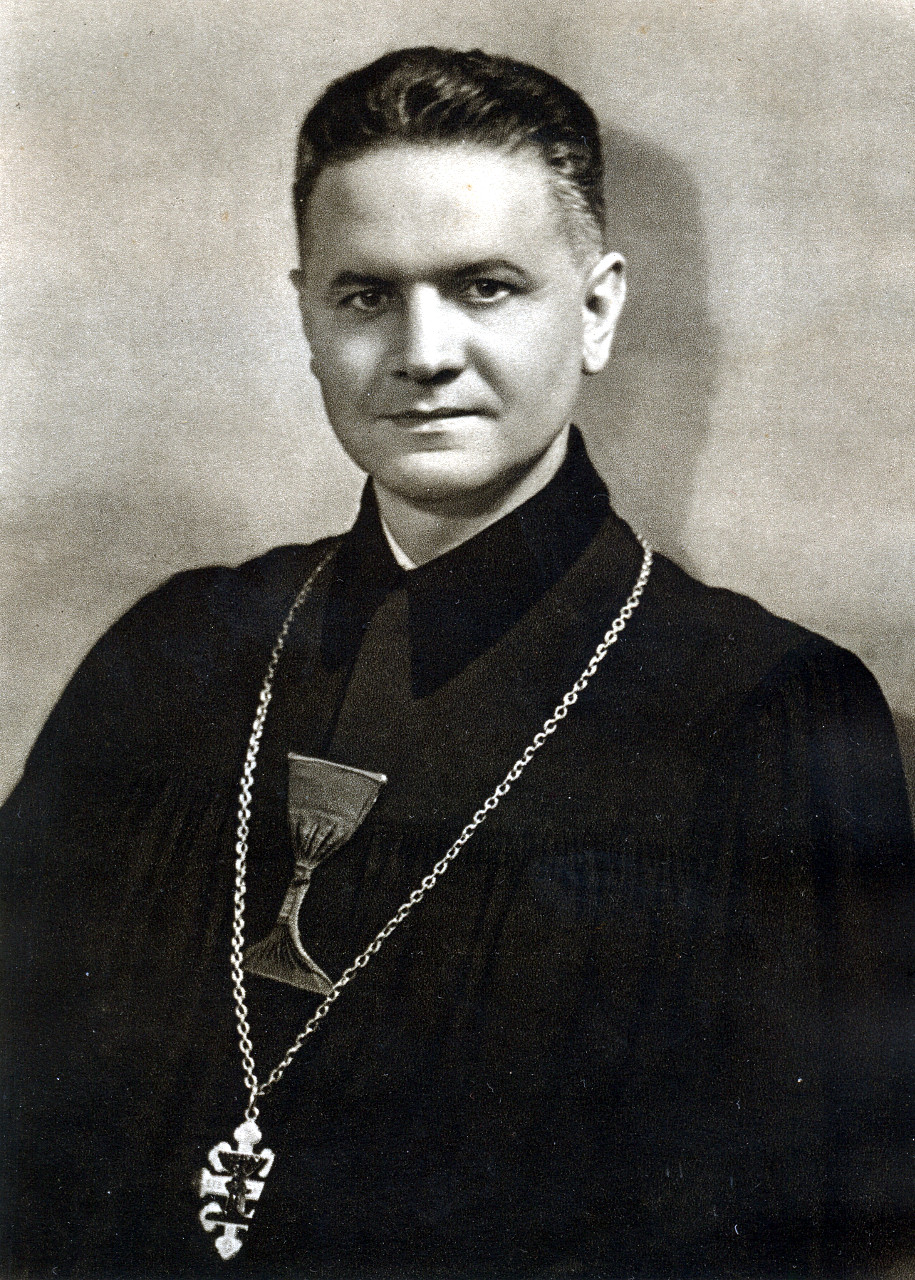
Miroslav Novák

- Jan Nevěřil (1. března 1864 Hradec u Uničova – 9. března 1940 Olomouc), profesor církevních dějin a křesťanské arecheologie na teologické fakultě v Olomouci a později děkan této fakulty, památkář, redaktor a odborný publicista;
- Damián Němec (* 18. června 1960 Boskovice), římskokatolický duchovní, člen dominikánského řádu, teolog a církevní právník, vyučující na teologické fakultě v Olomouci, v letech 1998–2002 provinciál české provincie dominikánského řádu;
- František Novák (10. září 1919 Bítovany – 2. října 1999 Stará Boleslav), římskokatolický teolog, duchovní, biblista-novozákoník, profesor Římskokatolické cyrilometodějské bohoslovecké fakulty v Praze se sídlem v Litoměřicích, po roce 1990 Katolické teologické fakulty Univerzity Karlovy;
- Miroslav Novák (26. října 1907 Kyjov – 5. května 2000 Rouen, Francie), duchovní, biskup a čtvrtý patriarcha Církve československé husitské, teolog, biblista-starozákoník, profesor Husovy československé evangelické fakulty bohoslovecké, po roce 1950 Husovy československé bohoslovecké fakulty v Praze;
- Adolf Novotný (27. června 1891 Praha – 22. května 1968 Praha), evangelický teolog, autor Biblického slovníku, duchovní Českobratrské církve evangelické, profesor Husovy československé evangelické fakulty bohoslovecké, po roce 1950 Komenského evangelické bohoslovecké fakulty v Praze;
- Vojtěch Novotný (* 27. prosince 1971 Praha), profesor dogmatické teologie, od r. 2018 děkan Katolické teologické fakulty Univerzity Karlovy.

## O
- Josef Petr Ondok (2. září 1926 Mydlovary – 19. srpna 2003 České Budějovice), římskokatolický duchovní, člen kongregace petrinů, vyučující na Teologické fakultě Jihočeské univerzity v Českých Budějovicích;
- Jaroslav N. Ondra (18. března 1925 Studená u Dačic – 8. dubna 2000 Praha), evangelický teolog, duchovní Českobratrské církve evangelické, profesor Komenského evangelické bohoslovecké fakulty v Praze, od roku 1990 Evangelické teologické fakulty Univerzity Karlovy;
- Ondřej z Brodu († 1427), teolog, roku 1407 rektor pražské univerzity, ideový odpůrce Jana Husa, do roku 1409 působil na univerzitě v Lipsku;
- Jan Anastáz Opasek (20. dubna 1913 Vídeň – 24. srpna 1999 klášter Rohr, Bavorsko), římskokatolický duchovní, teolog, básník, benediktinský mnich, převor, opat a arciopat břevnovského kláštera v Praze;
- Aleš Opatrný (* 3. března 1944 Praha), římskokatolický teolog, duchovní, docent a vedoucí katedry pastorálních oborů na Katolické teologické fakultě Univerzity Karlovy;
- Jan Opatrný (10. října 1895 Mýto – 7. prosince 1968 Praha), římskokatolický teolog, duchovní, filozof, kanovník svatovítské kapituly a vysokoškolský pedagog;
- Michal Opatrný (* 1978), pastorální teolog, římskokatolický trvalý jáhen, proděkan Teologické fakulty Jihočeské univerzity v Českých Budějovicích;
- Milan Opočenský (5. července 1931 Hradec Králové – 31. ledna 2007 Praha), evangelický teolog, duchovní Českobratrské církve evangelické, evropský tajemník Světové studentské křesťanské federace-WSCF (1967–1973), generální tajemník Světového reformovaného svazu-WARC (1989–2000), profesor Komenského evangelické bohoslovecké fakulty v Praze, od roku 1990 Evangelické teologické fakulty Univerzity Karlovy;
- Jan Opsimates (1568 – po r. 1620), člen Jednoty bratrské, teolog, překladatel děl Jana Kalvína.
- Karel Otčenášek (13. dubna 1920 České Meziříčí – 23. května 2011 Hradec Králové), římskokatolický duchovní a teolog, biskup královéhradecký.

## P

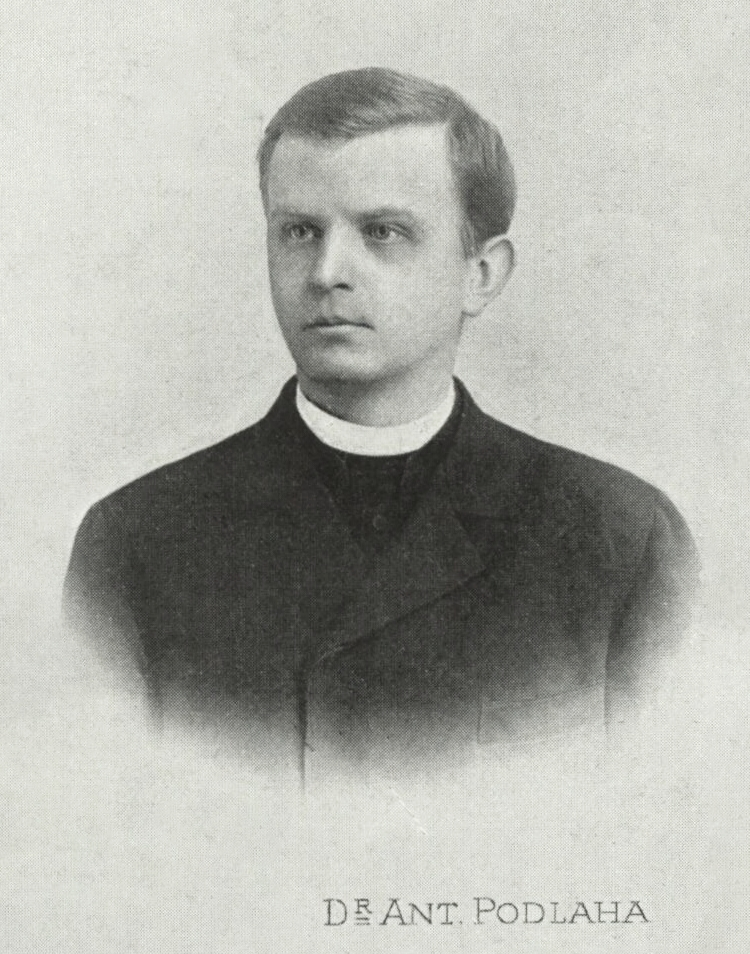
Antonín Podlaha

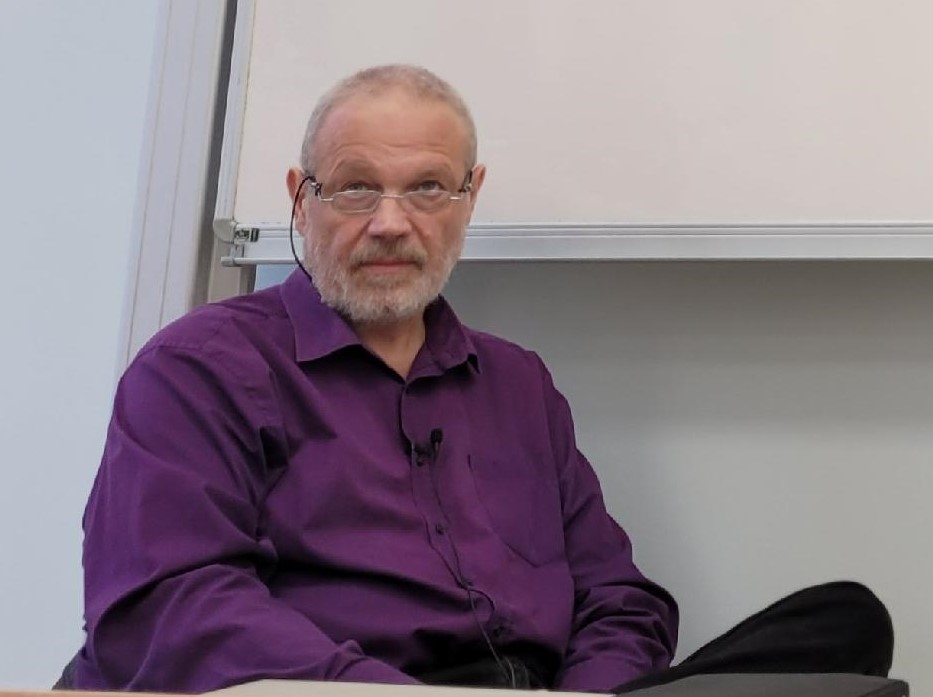
Ctirad Václav Pospíšil

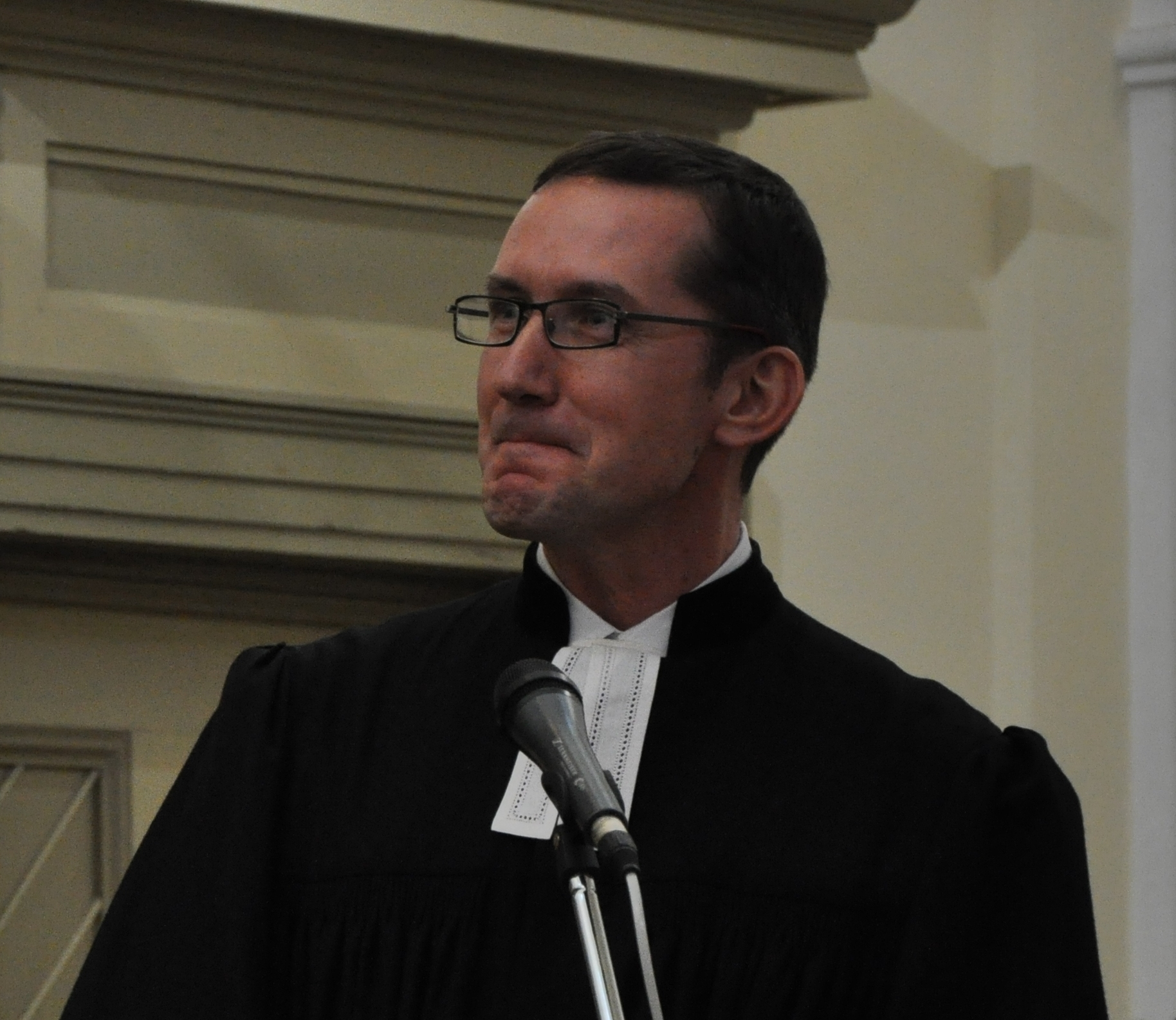
Martin Prudký

- Pachomij Roman Paďouk (26. března 1973 – 25. července 2015), pravoslavný teolog, vysokoškolský pedagog a religionista, mnich;
- František Panuška (15. listopadu 1909 Prostějov – 11. února 1992 Svatá Hora u Příbrami), římskokatolický teolog, duchovní, filozof, profesor Římskokatolické cyrilometodějské bohoslovecké fakulty v Praze se sídlem v Litoměřicích;
- Gorazd Matěj Pavlík (26. května 1879 Hrubá Vrbka – 4. září 1942 Praha), původně římskokatolický kněz, později pravoslavný biskup, obnovitel československého pravoslaví, teolog, popraven nacisty, svatořečen;
- Dominik Pecka (4. srpna 1895 Čejkovice – 1. května 1981 Moravec), římskokatolický teolog, duchovní, filozof, prozaik, básník, esejista, redaktor, středoškolský a vysokoškolský pedagog;
- Ondřej Petrů (14. března 1915 Klatovec – 6. prosince 1970 Vídeň), římskokatolický teolog, duchovní, dominikán, překladatel Nového zákona a exilový vysokoškolský pedagog;
- Vladimír Petřek (19. června 1908 Hodolany – 5. září 1942), pravoslavný duchovní, původem z Moravy, doktor teologie, člověk značného vzdělání, účastník protinacistického odboje, v roce 2020 svatořečen českou pravoslavnou církví jako mučedník;
- Bonaventura Josef Piter (5. listopadu 1708 Třebechovice pod Orebem – 15. května 1764 Rajhrad), římskokatolický duchovní, teolog a historik, rajhradský benediktin, autor prvního překladu Řehole svatého Benedikta do češtiny;
- Donulus Pleva († 8. dubna 1681 Jindřichův Hradec), františkán, doktor teologie (biblista), vyučující františkánského studia generale v české provincii;
- Antonín Podlaha (22. ledna 1865 Praha – 14. února 1932 Praha), římskokatolický teolog, duchovní, pomocný biskup pražský, kanovník a děkan Metropolitní kapituly pražské, archeolog, historik umění, překladatel a vysokoškolský pedagog;
- Filip Pohl († 1707 Brno), františkán, lektor františkánského teologického studia;
- Ladislav Pokorný (22. června 1915 Zdice – 12. května 2000 Praha), římskokatolický teolog, duchovní, profesor a děkan Římskokatolické cyrilometodějské bohoslovecké fakulty v Praze se sídlem v Litoměřicích;
- Petr Pokorný (21. dubna 1933 Brno – 18. ledna 2020 Praha), evangelický teolog, filozof, biblista-novozákoník, duchovní Českobratrské církve evangelické, profesor Komenského evangelická bohoslovecká fakulty v Praze, po roce 1990 profesor a děkan Evangelické teologické fakulty Univerzity Karlovy;
- Jaroslav V. Polc (14. září 1929 Chicago – 15. ledna 2004 Praha), římskokatolický duchovní, teolog a církevní historik, v letech 1997-2002 děkan Katolické teologické fakulty Univerzity Karlovy;
- Ctirad Václav Pospíšil (4. března 1958 Trnava – 18. května 2025), římskokatolický teolog, kněz pražské arcidiecéze, bývalý člen františkánského řádu, profesor Cyrilometodějské teologické fakulty Univerzity Palackého, Katolické teologické fakulty Univerzity Karlovy a Husitské teologické fakulty Univerzity Karlovy;
- Lukáš Pražský († 15. prosince 1528 Mladá Boleslav), biskup Jednoty bratrské a reformátor její věrouky;
- Gustav Adolf Procházka, (11. března 1872 Kosmonosy – 9. únor 1942 Praha), římskokatolický reformistický kněz, později spoluzakladatel, duchovní, biskup a druhý patriarcha Církve československé (husitské), teolog, profesor Vysoké školy bohovědné CČS, v letech 1935–1939 přednášel jako suplent praktickou teologii na Husově československé evangelické fakultě bohoslovecké v Praze;
- Martin Prudký (11. května 1960 Brno), evangelický teolog, religionista, biblista-starozákoník, duchovní Českobratrské církve evangelické, docent a děkan Evangelické teologické fakulty Univerzity Karlovy;
- Stanislav Přibyl (18. listopadu 1966, Praha) římskokatolický duchovní, teolog a církevní právník, vyučující na Teologické fakultě Jihočeské univerzity v Českých Budějovicích, od roku 2012 působící také na Právnické fakultě Trnavské univerzity.

## R

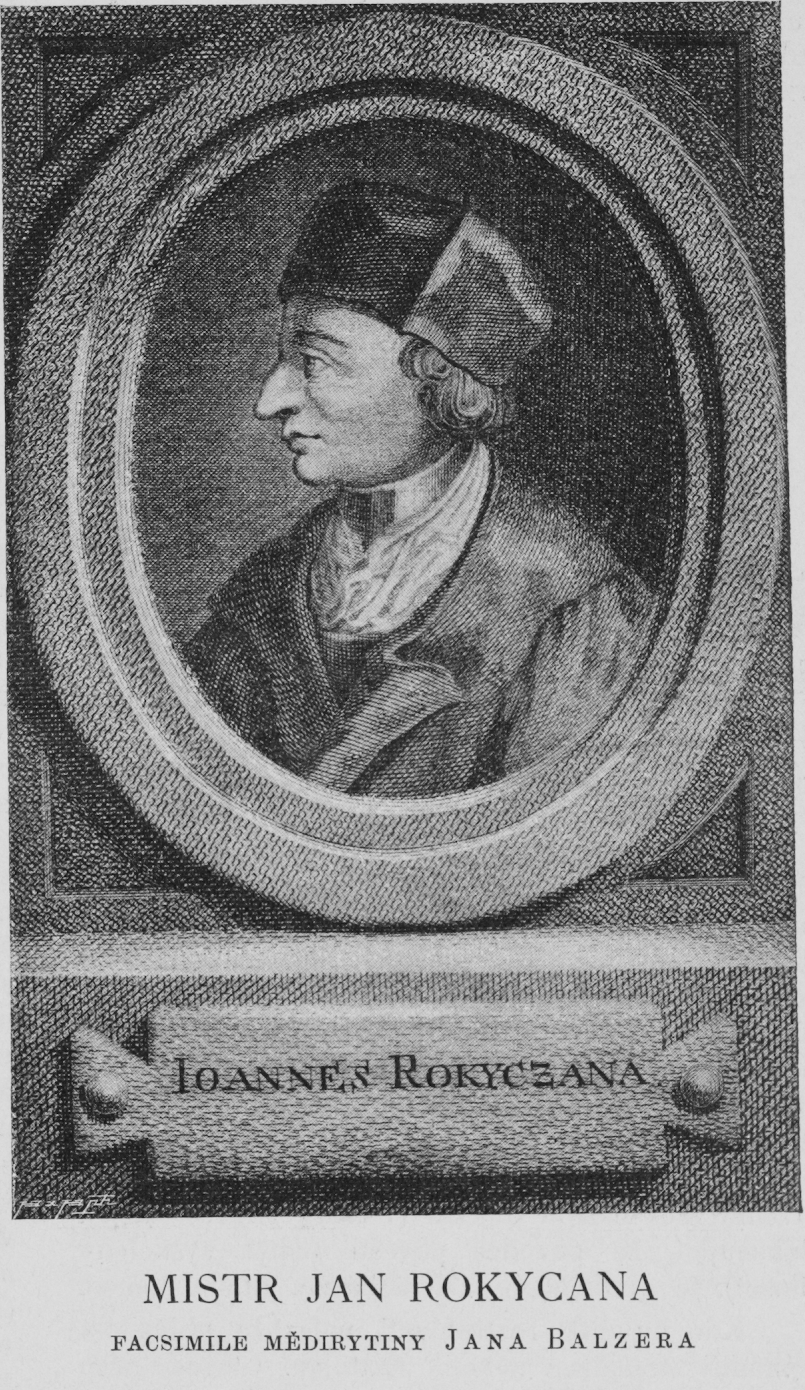
Jan Rokycana

- Josef Rabas (28. října 1908 Žatec – 23. srpna 2003 Würzburg), římskokatolický duchovní, profesor pastorální teologie na würzburské univerzitě;
- Vojtěch Raňkův z Ježova († 15. srpna 1388 Praha), římskokatolický duchovní, kanovník Svatovítské kapituly, rektor Sorbonny;
- Jan Roh († 11. února 1547 Mladá Boleslav), teolog, biskup-sudí Jednoty bratrské, iniciátor revize bratrského vyznání;
- Jan Rokycana († 22. února 1471 Praha), utrakvistický teolog, od roku 1429 hlava utrakvistického duchovenstva, byl zvolen arcibiskupem pražským, jeho volbu však papež nikdy neuznal;
- Otto Rutrle (5. března 1908 Dvůr Králové nad Labem – 21. listopadu 1976 Ostrava), duchovní Církve československé husitské, teolog, religionista, profesor a děkan Husovy československé bohoslovecké fakulty v Praze.

## Ř
- Bratr Řehoř (1420 – 1474), zakladatel Jednoty bratrské, laický teolog, autor náboženských spisů;
- Rudolf Říčan (23. září 1899 Hovězí – 2. listopadu 1975 Praha), evangelický teolog, církevní historik, duchovní Českobratrské církve evangelické, profesor Husovy československé evangelické fakulty bohoslovecké, po roce 1950 Komenského evangelické bohoslovecké fakulty v Praze;
- Karel Říha (11. května 1923 – 13. června 1916), římskokatolický duchovní, jezuita, někdejší vyučující filosofie a patrologie na teologické fakultě v Olomouci.

## S

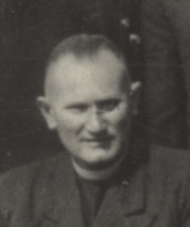
Antonín Salajka

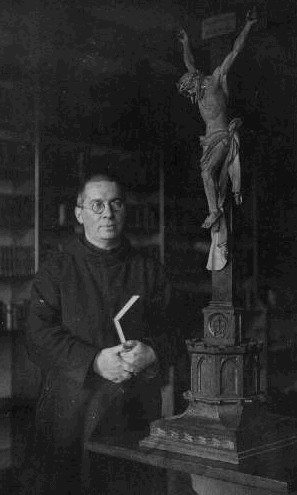
Marian Schaller

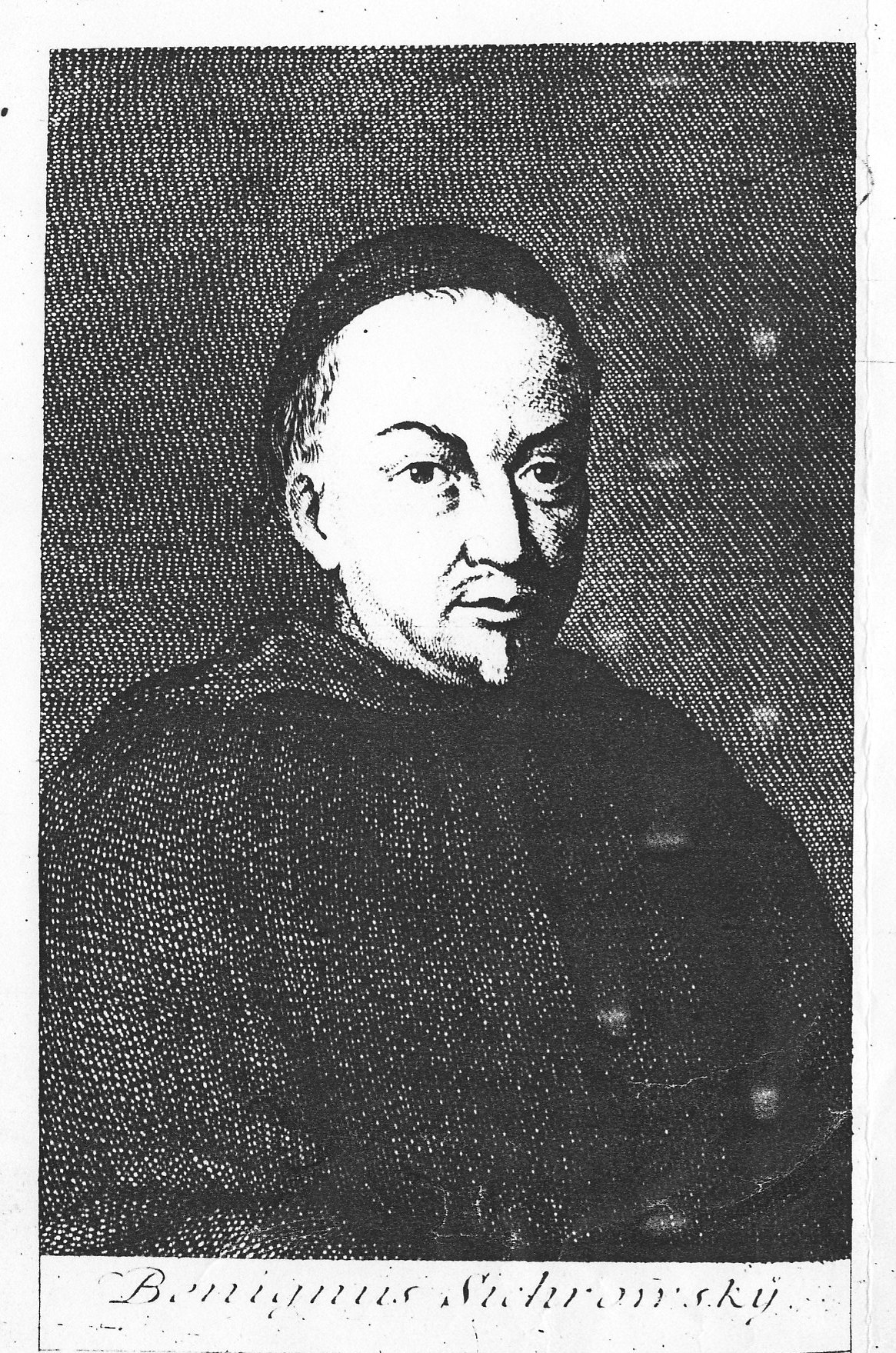
Benignus Sychrovský

- Karel Sahan (30. října 1899 České Budějovice – 2. září 1972 Děčín), římskokatolický duchovní, člen kongregace redemptoristů, profesor morální a pastorální teologie na CMBF v Litoměřicích;
- Antonín Salajka (24. dubna 1901 Moravská Nová Ves – 2. srpna 1975 Praha), římskokatolický teolog, duchovní, rusista, znalec staroslověnštiny a spirituality křesťanského Východu, profesor na Římskokatolické cyrilometodějské bohoslovecké fakultě v Praze se sídlem v Litoměřicích;
- Milan Salajka (6. září 1928 Bohumín-Pudlov – 22. ledna 2012 Praha), duchovní Církve československé husitské, teolog, profesor a děkan Husovy československé bohoslovecké fakulty v Praze, po roce 1990 profesor Husitské teologické fakulty Univerzity Karlovy;
- Zdeněk Sázava, (28. června 1931 Brno – 17. ledna 2017, Hradec Králové), duchovní Církve československé husitské, teolog, biblista-novozákoník, emeritní profesor Husovy československé bohoslovecké fakulty v Praze a Husitské teologické fakulty Univerzity Karlovy;
- Stanislav Segert (4. května 1921 Praha – 30. září 2005 Los Angeles), evangelický teolog, hebraista, lingvista, překladatel, duchovní Českobratrské církve evangelické a vysokoškolský pedagog;
- Marian Schaller (13. února 1892 Praha-Žižkov – 20. března 1955 tamtéž), římskokatolický duchovní a emauzský benediktin, vydavatel tzv. Schallerova misálu;
- Karel Skalický (20. května 1934 Hluboká nad Vltavou), římskokatolický teolog, duchovní, exilový vysokoškolský pedagog, profesor a vedoucí katedry systematické teologie na Teologické fakultě Jihočeské univerzity;
- Gustav Adolf Skalský (3. srpna 1857 Opatovice u Čáslavi – 28. ledna 1926 Praha), evangelický teolog, historik, duchovní Českobratrské církve evangelické, vysokoškolský pedagog a první děkan Husovy československé evangelické fakulty bohoslovecké v Praze;
- Karel Sládek (* 23. května 1973, Chrudim), spirituální teolog, rusista a slavista, bývalý přednášející na KTF UK v Praze, později vyučující na Univerzitě Pardubice;
- Pavel Smetana (14. července 1937 Klokočov – 4. října 2018 Praha), evangelický teolog, duchovní Českobratrské církve evangelické, emeritní synodní senior ČCE;
- Josef Smolík (27. března 1922 Jičín – 4. února 2009 Praha), evangelický teolog, duchovní Českobratrské církve evangelické, profesor a děkan Komenského evangelické bohoslovecké fakulty v Praze, po roce 1990 Evangelické teologické fakulty Univerzity Karlovy;
- Josef Bohumil Souček (12. května 1902 Praha – 9. září 1972 Praha), evangelický teolog, biblista-novozákoník, iniciátor českého ekumenického překladu Bible, duchovní Českobratrské církve evangelické, profesor Husovy československé evangelické fakulty bohoslovecké, po roce 1950 profesor a děkan Komenského evangelické bohoslovecké fakulty v Praze;
- Josef Souček (10. října 1864 Jestřabí Lhota – 7. června 1938 Praha), evangelický teolog, duchovní Českobratrské církve evangelické, první synodní senior ČCE;
- Alois Spisar (18. dubna 1874 Německé Prusy u Vyškova – 4. září 1955 Praha), římskokatolický reformistický kněz, později duchovní Církve československé (husitské), teolog, profesor Vysoké školy bohovědné CČS a Husovy československé evangelické fakulty bohoslovecké v Praze;
- Stanislav ze Znojma († 1414), římskokatolický duchovní, učitel Jana Husa, vicekancléř a rektor pražské univerzity;
- Karel Statečný (6. červenca 1870 Myslkovice u Soběslavi – 12. srpna 1927 Praha), římskokatolický reformistický kněz, teolog, první profesor za Církev československou (husitskou) na Husově československé evangelické fakultě bohoslovecké v Praze;
- Cyril Stavěl (21. dubna 1921 – 29. září 1990), emauzský benediktin, odborný asistent na Katolické teologické fakultě Univerzity Karlovy v Praze, v letech 1950–1990 žil v exilu v Itálii, v závěru života byl převorem-administrátorem Emauzského kláštera v Praze;
- Josef Rostislav Stejskal (27. dubna 1894 Hostkovice – 18. září 1946 Prešov), římskokatolický reformistický kněz, později spoluzakladatel, duchovní a biskup Církve československé (husitské), teolog, profesor Vysoké školy bohovědné CČS v Praze;
- Lambert Studený (19. ledna 1864 Runářov – 31. prosince 1933 Lilienfeld), moravský římskokatolický duchovní, působící v Rakousku, pastorální teolog a liturgik, v letech 1892–1902 vyučoval na cisterciáckém teologickém učilišti v Heiligenkreuzu;
- Benignus Sychrovský (1. října 1675 Zbiroh – 13. září 1737 Praha), římskokatolický kněz a teolog, člen řádu obutých augustiniánů;
- Jan Ladislav Sýkora (16. dubna 1852 Železnice – 26. srpna 1923 Praha), římskokatolický teolog, duchovní, biblista-novozákoník, překladatel a vysokoškolský pedagog.

## Š

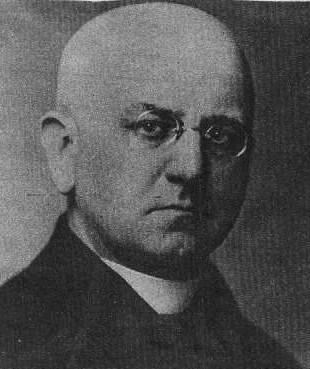
Vojtěch Šanda

- Vojtěch Šanda (15. října 1873 Kvílice u Slaného – 24. prosince 1953 Praha), římskokatolický teolog, duchovní, orientalista, biblista, znalec semitských jazyků a vysokoškolský pedagog;
- Jaroslav Škarvada (14. září 1924 Praha – 14. června 2010 Praha), římskokatolický teolog, duchovní, pomocný biskup pražský, titulární biskup litomyšlský, exilový vysokoškolský pedagog;
- Tomáš kardinál Špidlík (17. prosince 1919 Boskovice – 16. dubna 2010 Řím), římskokatolický teolog, jezuita, profesor na Papežské gregoriánské univerzitě v Římě, specialista na spiritualitu křesťanského východu a exercicie;
- Jan Šrámek (12. srpna 1870 Grygov u Olomouce – 22. dubna 1956 Praha), politik, římskokatolický duchovní a teolog;
- Ivan Štampach (18. února 1946 Praha), religionista, teolog, filozof a vysokoškolský pedagog;
- Štěpán z Dolan († 1421), kněz a kartuziánský mnich, autor teologických polemik s Janem Viklefem a Janem Husem;
- Štěpán z Pálče († 1423), římskokatolický duchovní, někdejší přítel a pozdější odpůrce Jana Husa, po roce 1415 působil na Krakovské univerzitě;
- Jan Štefan (30. března 1958 Praha), evangelický teolog, duchovní Českobratrské církve evangelické, profesor a vedoucí katedry systematické teologie na Evangelické teologické fakultě Univerzity Karlovy;
- Jan Štěkna († kol. r. 1407), cisterciák, odpůrce viklefismu, kazatel (jeden z předchůdců Jana Husa v Betlémské kapli);
- Tomáš Štítný ze Štítného († 1401–1409), nižší šlechtic, představitel rané české reformace, amatérský teolog;
- Prokop Karel Švach (25. října 1907 Valašské Klobouky – 15. ledna 1975 Lukov u Znojma), dominikán, někdejší vyučující biblistiky a homiletiky na dominikánském řádovém studiu v Olomouci, v závěru života duchovní správce řeholních sester v Lukově u Znojma.

## T

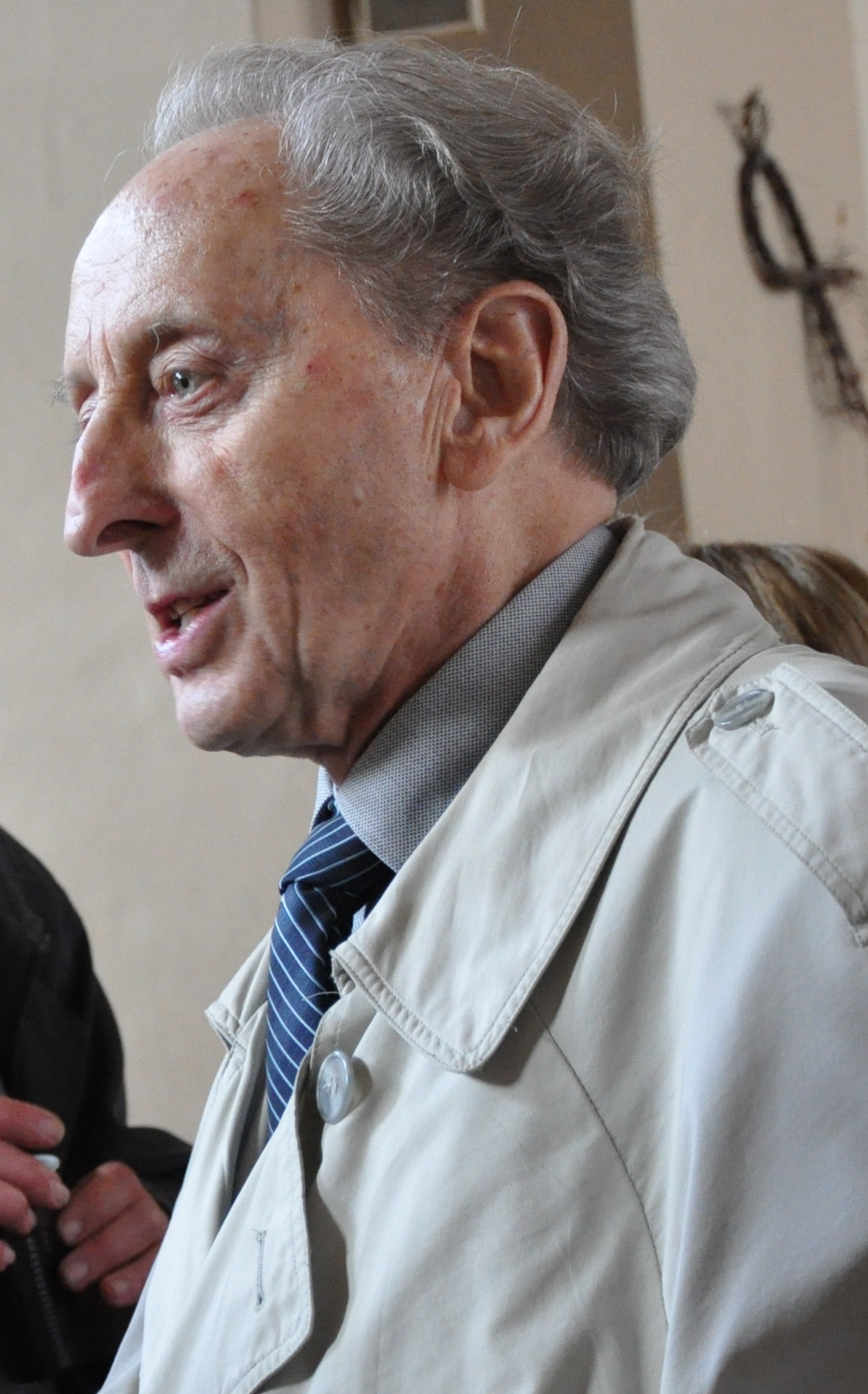
Jakub S. Trojan

- Ladislav Tichý (27. března 1948 Olešnice – 1. března 2022 Olomouc), římskokatolický teolog, duchovní, biblista-novozákoník, kanovník olomoucké metropolitní kapituly, profesor na Cyrilometodějské teologické fakultě Univerzity Palackého v Olomouci;
- Vojtěch Tkadlčík (8. února 1915 Karlovice – 25. prosince 1997 Olomouc), římskokatolický teolog, duchovní, slavista, profesor a děkan Cyrilometodějské teologické fakulty Univerzity Palackého v Olomouci;
- František kardinál Tomášek (30. června 1899 Studénka – 4. srpna 1992 Praha), římskokatolický duchovní a teolog, arcibiskup pražský;
- Štěpán kardinál Trochta (26. března 1905 Francova Lhota u Vsetína – 6. dubna 1974 Litoměřice), římskokatolický duchovní a teolog, biskup litoměřický;
- Jakub S. Trojan (13. května 1927 Paříž), evangelický teolog, duchovní Českobratrské církve evangelické, profesor a děkan Evangelické teologické fakulty Univerzity Karlovy;
- Zdeněk Trtík (14. srpna 1914 Kyjov – 24. června 1983 Praha), duchovní Církve československé husitské, teolog, profesor a děkan Husovy československé bohoslovecké fakulty v Praze.

## V

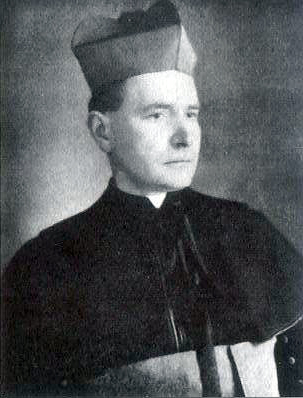
Josef Vašica

- Bedřich Vašek (10. února 1882 Hážovice – 14. srpna 1959 Olomouc), římskokatolický teolog, duchovní, profesor a děkan teologické fakulty v Olomouci;
- Josef Vajs (17. října 1865 Dolní Liboc – 2. listopadu 1959 Praha), římskokatolický duchovní, teolog a lingvista, profesor staroslověnské biblistiky a liturgiky na KTF UK v Praze;
- Josef Vašica (30. srpna 1884 Štítina – 11. dubna 1968 Praha), teolog, slavista a literární historik, odborník na staroslověnské písemnictví;
- Václav Ventura (* 12. října 1951), řeckokatolický kněz, oblát emauzských benediktinů, patrolog, vyučující na Katolické teologické fakultě Univerzity Karlovy;
- Gabriela Ivana Vlková (* 1964), členka Kongregace sester dominikánek, biblistka, v letech 2006–2014 děkanka CMTF UP v Olomouci;
- David Vopřada (* 1978), římskokatolický duchovní, kněz královéhradecké diecéze, kanovník Vyšehradské kapituly, patrolog, vyučující na Katolické teologické fakultě Univerzity Karlovy;
- Karel Vrána (24. srpna 1925 Zahrádka u Ledče nad Sázavou – 11. prosince 2004 Říčany), římskokatolický teolog, filozof, duchovní, rektor papežské koleje Nepomucenum v Římě, předseda Křesťanské akademie v Římě, profesor na Papežské lateránské univerzitě a Katolické teologické fakultě Univerzity Karlovy;
- Antonín Vřešťál (23. října 1849 Praha – 13. ledna 1928 České Zlatníky), římskokatolický duchovní, profesor mravouky na Katolické teologické fakultě Univerzity Karlovy;
- Arnošt Vykoukal (7. května 1879 Žernovka – 9./10. září 1942 KT Dachau), římskokatolický duchovní, benediktin, opat Emauzského kláštera.

## W
- Václav Wolf (* 1. března 1937 Praha), římskokatolický duchovní, v letech 1990–1997 děkan Katolické teologické fakulty Univerzity Karlovy v Praze, čestný kanovník Karlštejnské kapituly, od roku 2005 výpomocný duchovní v Praze na Žižkově;

## Z

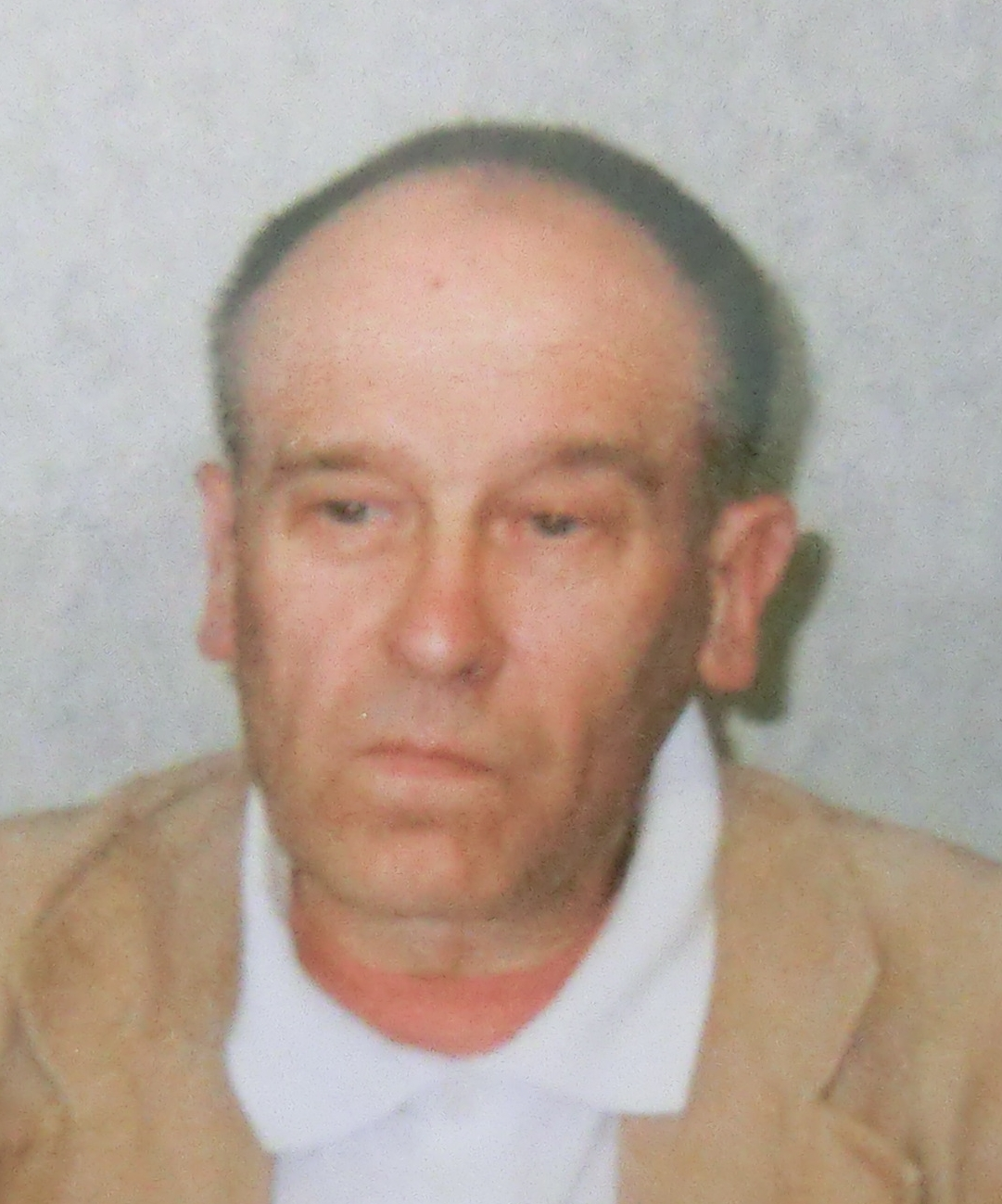
Miroslav Zedníček

- Klement Antonín Zahrádka (10. ledna 1786 Most – 17. června 1853 Osek u Duchcova), římskokatolický teolog, cisterciák, profesor biblistiky v litoměřickém kněžském semináři, v letech 1843–1853 opat kláštera v Oseku;
- Miroslav Zedníček (4. listopadu 1931 Ruda – 19. února 2012 Litoměřice), římskokatolický teolog, duchovní, odborník na církevní právo, právník, profesor na Katolické teologické fakultě Univerzity Karlovy;
- Josef Zvěřina (3. května 1913 Střítež – 18. srpna 1990 Nettuno, Itálie), římskokatolický teolog, duchovní, filozof, historik umění a vysokoškolský pedagog.

## Ž
- František Žilka (1. června 1871 Dolní Rozsíčka – 9. února 1944 Praha), evangelický teolog, historik, biblista-novozákoník, překladatel Nového zákona do soudobé češtiny, duchovní Českobratrské církve evangelické, profesor a děkan Husovy československé evangelické fakulty bohoslovecké v Praze.